# Kiamba
Kiamba é um município de  primeira classe de renda municipal (d) na província Sarangani, nas Filipinas. De acordo com o censo de 1 de maio  de  2020 possui uma população de 65 774 pessoas e 15 420 domicílios.